# Grand Prix Australii Formuły 1
Grand Prix Australii – wyścig Formuły 1 organizowany na torze Albert Park Circuit w Albert Park w Melbourne, od sezonu 1985 zaliczany jest do eliminacji Mistrzostw Świata Formuły 1.

## Historia
Grand Prix Australii, nie jako eliminacja Formuły 1, ale dla samochodów F1 było organizowane na wielu torach w Australii przez wiele lat. Od lat 50. najczęściej używany był drogowy tor w Albert Park w Melbourne. Często w wyścigach uczestniczyły największe sławy sportu, konkurowali oni z lokalnymi kierowcami. Ostatni tego typu wyścig odbył się w 1984.
Grand Prix dołączyło do kalendarza F1 w sezonie 1985 jako ostatni wyścig w sezonie. Organizowano go na drogowym torze Adelaide. Tor nie był tak ciasny jak w Monako, ale był bardzo wymagający dla kierowców i skrzyń biegów. Najbardziej spektakularny wyścig na tym torze odbył się w sezonie 1986, gdzie Nigel Mansell i Nelson Piquet w Williamsie, i Alain Prost w McLarenie ciągle walczyli o tytuł mistrzowski. Mansell potrzebował tylko trzeciej pozycji, aby zagwarantować sobie tytuł, a Prost i Piquet musieli wygrać, przy czym Mansel musiał być na niższej pozycji niż trzecia. Mansel prowadząc i mając kilka okrążeń do końca musiał się wycofać z powodu spektakularnego uszkodzenia opony. Zdołał wyhamować, a Prost objął prowadzenie i zdobył tytuł mistrzowski. Francuz też był bliski nieukończenia wyścigu gdy podczas okrążenia końcowego w jego samochodzie zabrakło paliwa.
W sezonie 1996 Grand Prix powróciło na zmodernizowany tor uliczny Albert Park w Melbourne. Decyzja o organizacji wyścigu była kontrowersyjna. Organizowano protesty, których organizatorzy twierdzili, że organizacja wyścigu zmieni publiczny park w prywatny plac zabaw. Ponadto twierdzili, że z ekonomicznego punktu widzenia inwestycja się nie opłaca, a pieniądze, które trzeba zainwestować mogłyby być wykorzystane w innym celu. Ostatecznie jednak władze i organizatorzy nie ulegli protestującym, uznając, że inwestycja będzie dochodowa. Od tego czasu Grand Prix Australii jest pierwszą eliminacją, otwierającą każdy sezon Formuły 1. Jednym z powodów przeniesienie Grand Prix z toru Adelaide był poważny wypadek Miki Häkkinena, którego Fin omal nie przypłacił życiem.
W sezonie 2001 podczas wyścigu doszło do tragedii. W wyniku kolizji pomiędzy Ralfem Schumacherem i Jakiem Villeneuve’em od bolidu oderwało się koło, które następnie przeleciało nad barierkami i zabiło jednego z marshali.
W 2002 bardzo dobry występ zanotował Australijczyk, Mark Webber. Jadąc samochodem Minardi zdołał zająć piątą pozycję, wyprzedził Mikę Salo w znacznie lepszym bolidzie Toyoty. Wydarzenie to było ważniejsze dla Australijczyków niż wygrana Michaela Schumachera.
W latach 2000–2004 Schumacher odniósł tu cztery wygrane. W sezonie 2003 wygrał tu David Coulthard. Na torze Albert Park wygrywali także Eddie Irvine (1999), Mika Häkkinen (1998), David Coulthard (1997) i Damon Hill (1996).
W sezonie 2008 wyścig ukończyło tylko siedmiu kierowców (sklasyfikowano ośmiu). Zawody zakończyły się zwycięstwem Lewisa Hamiltona.
W 2020, z powodu pozytywnego wyniku testu na SARS-CoV-2 u jednego z pracowników zespołu McLaren i wycofaniu się jej z rywalizacji wyścig został odwołany. W sezonie 2021 wyścig pierwotnie miał odbyć się w marcu, jednak później przeniesiono na listopad, ze względu na obostrzenia wskutek pandemii COVID-19. 6 lipca 2021 poinformowano o odwołaniu wyścigu.
W 2022 Formuła 1 powróciła do Melbourne, a wyścig odbył się zgodnie z planem.

## Tory
Pogrubiony tor jest aktualnym miejscem organizowania Grand Prix
- Phillip Island (1928-1935)
- Victor Harbor (1937)
- Bathurst (1938, 1947, 1952, 1958)
- Lobethal (1939)
- Point Cook (1948)
- Leyburn (1949)
- Nurioopta (1950)
- Narrogin (1951)
- Albert Park Circuit (1953, 1956, 1996–2019, 2022-)
- Southport (1954)
- Port Wakefield (1955)
- Caversham (1957, 1962)
- Longford (1959, 1965)
- Lowood (1960)
- Mallala Motor Sport Park (1961)
- Warwick Farm (1963, 1967, 1970, 1971)
- Sandown Park (1964, 1968, 1972, 1973, 1976, 1978)
- Lakeside International Raceway (1966, 1969)
- Oran Park Raceway (1974, 1977)
- Surfers Paradise (1975)
- Wanneroo (1979)
- Calder Park Raceway (1980–1984)
- Adelaide Grand Prix Circuit (1985–1995)

## Zwycięzcy Grand Prix Australii
| Sezon |          | Kierowca             |          | Samochód             |          | Silnik        | Tor/Lokalizacja |          |
| ----- | -------- | -------------------- | -------- | -------------------- | -------- | ------------- | --------------- | -------- |
| 1985  | FIN      | Keke Rosberg         | GBR      | Williams FW10        | JPN      | Honda         | Adelaide        | Wyniki   |
| 1986  | FRA      | Alain Prost          | GBR      | McLaren MP4/2C       | DEU      | TAG/Porsche   | Adelaide        | Wyniki   |
| 1987  | AUT      | Gerhard Berger       | ITA      | Ferrari F1-87        | ITA      | Ferrari       | Adelaide        | Wyniki   |
| 1988  | FRA      | Alain Prost          | GBR      | McLaren MP4/4        | JPN      | Honda         | Adelaide        | Wyniki   |
| 1989  | BEL      | Thierry Boutsen      | GBR      | Williams FW13        | FRA      | Renault       | Adelaide        | Wyniki   |
| 1990  | BRA      | Nélson Piquet        | ITA      | Benetton B190        | USA      | Ford          | Adelaide        | Wyniki   |
| 1991  | BRA      | Ayrton Senna         | GBR      | McLaren MP4/6        | JPN      | Honda         | Adelaide        | Wyniki   |
| 1992  | AUT      | Gerhard Berger       | GBR      | McLaren MP4/7A       | JPN      | Honda         | Adelaide        | Wyniki   |
| 1993  | BRA      | Ayrton Senna         | GBR      | McLaren MP4/8        | USA      | Ford          | Adelaide        | Wyniki   |
| 1994  | GBR      | Nigel Mansell        | GBR      | Williams FW16B       | FRA      | Renault       | Adelaide        | Wyniki   |
| 1995  | GBR      | Damon Hill           | GBR      | Williams FW17B       | FRA      | Renault       | Adelaide        | Wyniki   |
| 1996  | GBR      | Damon Hill           | GBR      | Williams FW18        | FRA      | Renault       | Albert Park     | Wyniki   |
| 1997  | GBR      | David Coulthard      | GBR      | McLaren MP4/12       | DEU      | Mercedes-Benz | Albert Park     | Wyniki   |
| 1998  | FIN      | Mika Häkkinen        | GBR      | McLaren MP4/13       | DEU      | Mercedes-Benz | Albert Park     | Wyniki   |
| 1999  | GBR      | Eddie Irvine         | ITA      | Ferrari F399         | ITA      | Ferrari       | Albert Park     | Wyniki   |
| 2000  | DEU      | Michael Schumacher   | ITA      | Ferrari F1-2000      | ITA      | Ferrari       | Albert Park     | Wyniki   |
| 2001  | DEU      | Michael Schumacher   | ITA      | Ferrari F2001        | ITA      | Ferrari       | Albert Park     | Wyniki   |
| 2002  | DEU      | Michael Schumacher   | ITA      | Ferrari F2002        | ITA      | Ferrari       | Albert Park     | Wyniki   |
| 2003  | GBR      | David Coulthard      | GBR      | McLaren MP4-17D      | DEU      | Mercedes-Benz | Albert Park     | Wyniki   |
| 2004  | DEU      | Michael Schumacher   | ITA      | Ferrari F2004        | ITA      | Ferrari       | Albert Park     | Wyniki   |
| 2005  | ITA      | Giancarlo Fisichella | FRA      | Renault R25          | FRA      | Renault       | Albert Park     | Wyniki   |
| 2006  | ESP      | Fernando Alonso      | FRA      | Renault R26          | FRA      | Renault       | Albert Park     | Wyniki   |
| 2007  | FIN      | Kimi Räikkönen       | ITA      | Ferrari F2007        | ITA      | Ferrari       | Albert Park     | Wyniki   |
| 2008  | GBR      | Lewis Hamilton       | GBR      | McLaren MP4-23       | DEU      | Mercedes-Benz | Albert Park     | Wyniki   |
| 2009  | GBR      | Jenson Button        | GBR      | Brawn BGP001         | DEU      | Mercedes-Benz | Albert Park     | Wyniki   |
| 2010  | GBR      | Jenson Button        | GBR      | McLaren MP4-25       | DEU      | Mercedes-Benz | Albert Park     | Wyniki   |
| 2011  | DEU      | Sebastian Vettel     | AUT      | Red Bull Racing RB7  | FRA      | Renault       | Albert Park     | Wyniki   |
| 2012  | GBR      | Jenson Button        | GBR      | McLaren MP4-27       | DEU      | Mercedes-Benz | Albert Park     | Wyniki   |
| 2013  | FIN      | Kimi Räikkönen       | GBR      | Lotus E21            | FRA      | Renault       | Albert Park     | Wyniki   |
| 2014  | DEU      | Nico Rosberg         | DEU      | Mercedes GP W05      | DEU      | Mercedes-Benz | Albert Park     | Wyniki   |
| 2015  | GBR      | Lewis Hamilton       | DEU      | Mercedes GP W06      | DEU      | Mercedes-Benz | Albert Park     | Wyniki   |
| 2016  | DEU      | Nico Rosberg         | DEU      | Mercedes GP W07      | DEU      | Mercedes-Benz | Albert Park     | Wyniki   |
| 2017  | DEU      | Sebastian Vettel     | ITA      | Ferrari SF70H        | ITA      | Ferrari       | Albert Park     | Wyniki   |
| 2018  | DEU      | Sebastian Vettel     | ITA      | Ferrari SF71H        | ITA      | Ferrari       | Albert Park     | Wyniki   |
| 2019  | FIN      | Valtteri Bottas      | DEU      | Mercedes GP W10      | DEU      | Mercedes-Benz | Albert Park     | Wyniki   |
| 2020  | odwołano | odwołano             | odwołano | odwołano             | odwołano | odwołano      | odwołano        | odwołano |
| 2021  | odwołano | odwołano             | odwołano | odwołano             | odwołano | odwołano      | odwołano        | odwołano |
| 2022  | MCO      | Charles Leclerc      | ITA      | Ferrari F1-75        | ITA      | Ferrari       | Albert Park     | Wyniki   |
| 2023  | NED      | Max Verstappen       | AUT      | Red Bull Racing RB19 | AUT      | Honda RBPT    | Albert Park     | Wyniki   |
| 2024  | ESP      | Carlos Sainz Jr.     | ITA      | Ferrari SF-24        | ITA      | Ferrari       | Albert Park     | Wyniki   |
| 2025  | GBR      | Lando Norris         | GBR      | McLaren MCL39        | DEU      | Mercedes-Benz | Albert Park     | Wyniki   |

Liczba zwycięstw (kierowcy):
- 4 – Michael Schumacher
- 3 – Jenson Button, Sebastian Vettel
- 2 – Gerhard Berger, David Coulthard, Lewis Hamilton, Damon Hill, Alain Prost, Kimi Räikkönen, Nico Rosberg, Ayrton Senna
- 1 – Fernando Alonso, Valtteri Bottas, Thierry Boutsen, Giancarlo Fisichella, Mika Häkkinen, Eddie Irvine, Charles Leclerc, Nigel Mansell, Lando Norris, Nelson Piquet, Keke Rosberg, Carlos Sainz Jr., Max Verstappen

Liczba zwycięstw (producenci podwozi):
- 13 – McLaren
- 11 – Ferrari
- 5 – Williams
- 4 – Mercedes
- 2 – Renault, Red Bull
- 1 – Benetton, Brawn, Lotus

Liczba zwycięstw (producenci silników):
- 12 – Mercedes
- 11 –Ferrari
- 8 – Renault
- 4 – Honda
- 2 – Ford
- 1 – TAG, Honda RBPT

## Zwycięzcy Grand Prix Australii poza Formułą 1
| Sezon | Kierowca                   | Konstruktor         | Tor               |        |
| ----- | -------------------------- | ------------------- | ----------------- | ------ |
| 1928  | Arthus Waite               | Austin              | Phillip Island    | Wyniki |
| 1929  | Arthur Terdich             | Bugatti             | Phillip Island    | Wyniki |
| 1930  | Bill Thompson              | Bugatti             | Phillip Island    | Wyniki |
| 1931  | Carl Junker                | Bugatti             | Phillip Island    | Wyniki |
| 1932  | Bill Thompson              | Bugatti             | Phillip Island    | Wyniki |
| 1933  | Bill Thompson              | Riley               | Phillip Island    | Wyniki |
| 1934  | Bob Lea-Wright             | Singer              | Phillip Island    | Wyniki |
| 1935  | Les Murphy                 | MG                  | Phillip Island    | Wyniki |
| 1936  | Les Murphy                 | MG                  | Phillip Island    | Wyniki |
| 1937  | Les Murphy                 | MG                  | Victor Harbor     | Wyniki |
| 1938  | Peter Whitehead            | ERA                 | Bathurst          | Wyniki |
| 1939  | Alan Tomlinson             | MG                  | Lobethal          | Wyniki |
| 1947  | Bill Murray                | MG                  | Bathurst          | Wyniki |
| 1948  | Frank Pratt                | BMW                 | Point Cook        | Wyniki |
| 1949  | John Crouch                | Delahaye            | Leyburn           | Wyniki |
| 1950  | Doug Whiteford             | Ford                | Nuriootpa         | Wyniki |
| 1951  | Warwick Pratley            | George Reed Special | Narrogin          | Wyniki |
| 1952  | Doug Whiteford             | Talbot-Lago         | Bathurst          | Wyniki |
| 1953  | Doug Whiteford             | Talbot-Lago         | Albert Park       | Wyniki |
| 1954  | Lex Davison                | HWM-Jaguar          | Southport         | Wyniki |
| 1955  | Jack Brabham               | Cooper-Bristol      | Port Wakefield    | Wyniki |
| 1956  | Stirling Moss              | Maserati            | Albert Park       | Wyniki |
| 1957  | Lex Davison Bill Patterson | Ferrari             | Caversham         | Wyniki |
| 1958  | Lex Davison                | Ferrari             | Bathurst          | Wyniki |
| 1959  | Stan Jones                 | Maserati            | Longford          | Wyniki |
| 1960  | Alec Mildren               | Cooper-Maserati     | Lowood            | Wyniki |
| 1961  | Lex Davison                | Cooper-Climax       | Mallala           | Wyniki |
| 1962  | Bruce McLaren              | Cooper-Climax       | Caversham         | Wyniki |
| 1963  | Jack Brabham               | Brabham-Climax      | Warwick Farm      | Wyniki |
| 1964  | Jack Brabham               | Brabham-Climax      | Sandown Park      | Wyniki |
| 1965  | Bruce McLaren              | Cooper-Climax       | Logford           | Wyniki |
| 1966  | Graham Hill                | BRM                 | Lakeside          | Wyniki |
| 1967  | Jackie Stewart             | BRM                 | Warwick Farm      | Wyniki |
| 1968  | Jim Clark                  | Lotus-Cosworth      | Sandown Park      | Wyniki |
| 1969  | Chris Amon                 | Ferrari             | Lakeside          | Wyniki |
| 1970  | Frank Matich               | McLaren-Repco       | Warwick Farm      | Wyniki |
| 1971  | Frank Matich               | McLaren-Repco       | Warwick Farm      | Wyniki |
| 1972  | Graham McRae               | McRae-Chevrolet     | Sandown Park      | Wyniki |
| 1973  | Graham McRae               | McRae-Chevrolet     | Sandown Park      | Wyniki |
| 1974  | Max Stewart                | Lola-Chevrolet      | Oran Park Raceway | Wyniki |
| 1975  | Max Stewart                | Lola-Chevrolet      | Surfers Paradise  | Wyniki |
| 1976  | John Goss                  | Matich-Repco        | Sandown Park      | Wyniki |
| 1977  | Warwick Brown              | Lola-Chevrolet      | Oran Park Raceway | Wyniki |
| 1978  | Graham McRae               | McRae-Chevrolet     | Sandown Park      | Wyniki |
| 1979  | Johnnie Walker             | Lola-Chevrolet      | Wanneroo          | Wyniki |
| 1980  | Alan Jones                 | Williams-Cosworth   | Calder            | Wyniki |
| 1981  | Roberto Moreno             | Ralt-Cosworth       | Calder            | Wyniki |
| 1982  | Alain Prost                | Ralt-Cosworth       | Calder            | Wyniki |
| 1983  | Roberto Moreno             | Ralt-Cosworth       | Calder            | Wyniki |
| 1984  | Roberto Moreno             | Ralt-Cosworth       | Calder            | Wyniki |
| Sezon | Kierowca                   | Konstruktor         | Tor               |        |